# Вайда (река)
Вайда (нем. Weida) — река в Германии, протекает по земле Тюрингия. Левый приток реки Вайсе-Эльстер. Длина реки — 57 км, площадь водосборного бассейна — 458,7 км². Высота истока 487 м. Высота устья 203 м.
Вайда берёт начало у города Пауза-Мюльтроф. Течёт на северо-запад, затем поворачивает на северо-восток. В районе города Цойленрода-Трибес на реке образованы водохранилища Тальшперре-Цойленрода и Вайдатальшперре. Выйда впадает в Вайсе-Эльстер в коммуне Вюншендорф.